# جوائز صورة المرأة على الانترنت

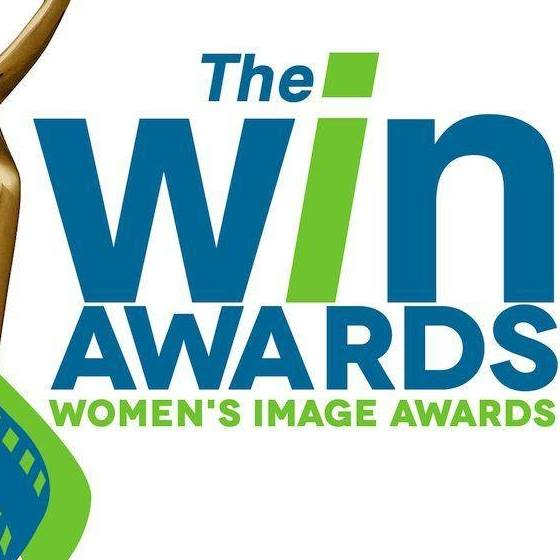

جوائز صورة المرأة على الإنترنت (بالإنجليزية: Women's Image Network Awards) (WIN) هي مؤسسة خيرية تقدم جوائز صورة المرأة، تهدف إلى النهوض بعالم متوازن بين الجنسين وزيادة قيمة النساء والفتيات من خلال الاحتفال بالأفلام السينمائية والتلفزيونية المتميزين. يصدر عرض جوائز صورة المرأة خلال موسم جوائز هوليوود للترويج لوسائل الإعلام المستحقة ولفت الانتباه إلى الأفلام الروائية التي تنافس أيضًا على جوائز جولدن جلوب وجوائز الأوسكار.

## تاريخ المؤسسة
تأسست مؤسسة صورة المرأة في عام 1993 لتعزيز التكافؤ بين الجنسين، لأنه إذا ظلت أصوات النساء صامتة، يُحرم الجميع من مساهمتهم. أسستها منتجة الأفلام والمخرجة فيليس ستيوارت  المعروفة بأفلامها «الذهول البري Wild Daze» و«بيرت ستيرن: المجنون الأصلي Bert Stern: The Original Madman». كان نجاح (WIN) من خلال الدعم المستمر والمشورة والمساعدة للعديد من وسائل الترفيه المتميزة للمحترفين من بينهم شيري لانسينغ وآرثر هيلر، (اثنين من أعضاء المجلس الاستشاري المؤسسين).
باختيار الوسائط المقدمة فقط من استوديوهات الأفلام وشبكات التلفزيون، تفصل لجنة التحكيم وترشح الأعمال التي تروي قصة شخصية أنثوية ذات أبعاد أو ترشح عملاً من إنتاج أو كتابة أو إخراج امرأة. وبهذه الطريقة، تحتفي هذه الجوائز بالفنانين والفنانات الذين تزيد أعمالهم السينمائية والتلفزيونية أيضًا من قيمة النساء والفتيات، بالإضافة إلى جائزة العمل السينمائي والتلفزيوني المرشح، كرم (WIN) الأفراد المستحقين، مثل لورين باكال، والسيناتور باربرا بوكسر، وليلي توملين، وسيسيليا ديميل بريسلي، وأبيجيل ديزني، والسفيرة سواني هانت، وسوزان روبرتس، وماريا أرينا بيل، وديان لاد، وجين كامبيون، آن آرتشر، كاري فيشر، وإيرينا ميدافوي، وغيرهم.

## المجلس الاستشاري لمؤسسة صورة المرأة على الانترنت
منذ أسستها المخرجة والممثلة فيليس ستيوارت في عام 1993، مؤسسة «صور المرأة» من توجيهات خبراء الصناعة المخضرمين (عدد قليل سابقًا ومتوفى) من أعضاء المجلس الاستشاري: تمارا أسيف - تود بلاك - هيلين جورلي براون -  ديفيد براون -  بليك إدواردز -  إليزابيث فورسيث هيلي - إيلين هاستينغز - مارييت هارتلي - آرثر هيلر - هنري جاغلو - نورمان جويسون - ألان لاندسبيرغ - شيري لانسينغ - لورين لويد - بريان لورد - دان لوبوفيتز - أماندا ماكي جونسون - لورانس مارك - جين ميدوز - البارونة كيمبرلي مور - بيتر نيومان - بوني باليف - سارة بيلسبري - بولي بلات - بيجي راجسكي - أليز روزنبرغ - فريد شابيسي - ليندا شاين - لورين شولر دونر - جورج ستيفنز جونيور - ألين ستيوارت - إلين ترافولتا - ليلي فيني زانوك.

## وصلات خارجية
- جوائز صورة المرأة على الانترنت